# Герт Фредрікссон
Герт Фредрікссон  (швед. Gert Fredriksson, 21 листопада 1919 — 5 липня 2006) — шведський веслувальник, олімпійський чемпіон.

## Виступи на Олімпіадах
| Олімпіада      | Дисципліна                   | Місце    |
| -------------- | ---------------------------- | -------- |
| Лондон 1948    | байдарка, 1000 метрів        | 1        |
| Лондон 1948    | байдарка, 10000 м            | 1        |
| Гельсінкі 1952 | байдарка, 1000 метрів        | 1        |
| Гельсінкі 1952 | байдарка, 10000 м            | 2        |
| Мельбурн 1956  | байдарка, 1000 метрів        | 1        |
| Мельбурн 1956  | байдарка, 10000 м            | 1        |
| Рим 1960       | байдарка, 1000 метрів        | 3        |
| Рим 1960       | байдарка-двійка, 1000 метрів | 1        |
| Рим 1960       | Естафета байдарок 4 × 500 м  | 3 h2r3/4 |